# Dinosaures du Crystal Palace
Les dinosaures du Crystal Palace sont des sculptures de l’époque victorienne, créées entre 1852 et 1854 en Angleterre par Benjamin Waterhouse Hawkins.
Ce sont les premières représentations d'animaux préhistoriques à grande échelle, sur la base de fossiles, depuis le terme "Dinosauria" inventé par le paléontologue Richard Owen en 1842. Elles ont été conçues pour l'Exposition universelle de 1851 du Crystal Palace, dans le Grand Londres, à Hyde Park.
Sur les trente statues, seules quatre représentent des dinosaures au sens zoologique du terme : deux Iguanodon, un Megalosaurus et un Hylaeosaurus. Le reste étant des reptiles marins, des reptiles volants, et des mammifères.
Les dinosaures du Crystal Palace sont considérés comme un patrimoine historique, au même titre que des édifices emblématiques comme Buckingham Palace. En 2025, un projet de restauration complète du site est voté pour un budget de près de 22 millions de dollars.

## Historique

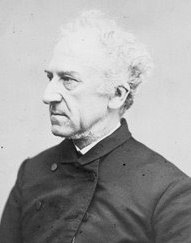
L'artiste et sculpteur Benjamin Waterhouse Hawkins.

Au début du XIXe siècle, la découverte de fossiles d’animaux étranges stimulent l’intérêt de la science et du public. En 1808, le naturaliste français Georges Cuvier reconstitue le Mastodonte et le Mosasaure. Il est le premier à démontrer l’extinction d’espèces animales, idée alors révolutionnaire pour l’époque. D'autres animaux suivront, comme Iguanodon, découvert par Gideon Mantell et son épouse en Angleterre, dans le Sussex. Le premier article scientifique paraît en 1824 : il est publié par le révérend William Buckland, professeur de géologie britannique à l'université d'Oxford, et concerne Megalosaurus, dont un fossile avait été découvert près d'Oxford.
En 1842, le paléontologue britannique Richard Owen regroupe ces animaux sous un nouveau nom : "Dinosauria", du grec deinos (terrible) et sauros (lézard), soit "lézards terribles". Cette classification marque le début de la paléontologie moderne.
En 1851, Londres accueille sa première Exposition universelle au Crystal Palace, un bâtiment conçu pour célébrer les avancées industrielles et scientifiques. Dans ce contexte naît l’idée de créer un jardin zoologique préhistorique avec des statues à grande échelle représentant des espèces éteintes selon leurs ères géologiques respectives : Paléozoïque, Mésozoïque, et Cénozoïque. Pour réaliser ce projet, le sculpteur animalier Benjamin Waterhouse Hawkins est mandaté sous la direction scientifique de Richard Owen.
Les différentes sculptures ont été assemblées en utilisant diverses méthodes (bois, plâtre, gravats, ciment) en raison des différentes tailles des animaux, mais aussi des contraintes financières auxquelles Waterhouse Hawkins était confronté à la fin du projet. Les plus grandes sculptures, comme les Iguanodons, sont creuses et ont une structure de briques avec une ossature métallique à l'intérieur. À l'origine, leur peinture était d'un rouge vif, ce qui suscita les moqueries du public. Les londoniens plaisantaient en disant que Hawkins devait nourrir les dinosaures avec des carottes, faute de végétation en hiver. Plus tard, cette teinte fut recouverte d'une couche de peinture blanche.
Avec l’évolution rapide des connaissances et la découverte de nombreux fossiles complets par des savants comme Louis Dollo (du Muséum des sciences naturelles de Belgique), Othniel Charles Marsh, et Edward Drinker Cope, les statues du Crystal Palace vont être ridiculisées et oubliées. Déjà, en 1876, Thomas Henry Huxley présentait l'idée d'un Compsognathus à plumes lors d'une conférence à New York, s'interrogeant sur le lien entre les dinosaures et les oiseaux.
En 1952, des restaurations sont entreprises pour préserver les sculptures. En 1973, elles sont classées Grade II, reconnaissant leur importance historique. En 2007, elles accèdent au statut Grade I, le plus haut niveau de protection patrimoniale au Royaume-Uni.
En 2025, un projet est voté avec un budget de près de 22 millions de dollars pour une restauration complète du site. Le projet prévoit également la création d’une aire de jeux sur le thème des dinosaures, d’un centre d’accueil des visiteurs, d’un centre communautaire et d’un café. Les travaux seront terminés en 2026.

### Dîner dans l'Iguanodon

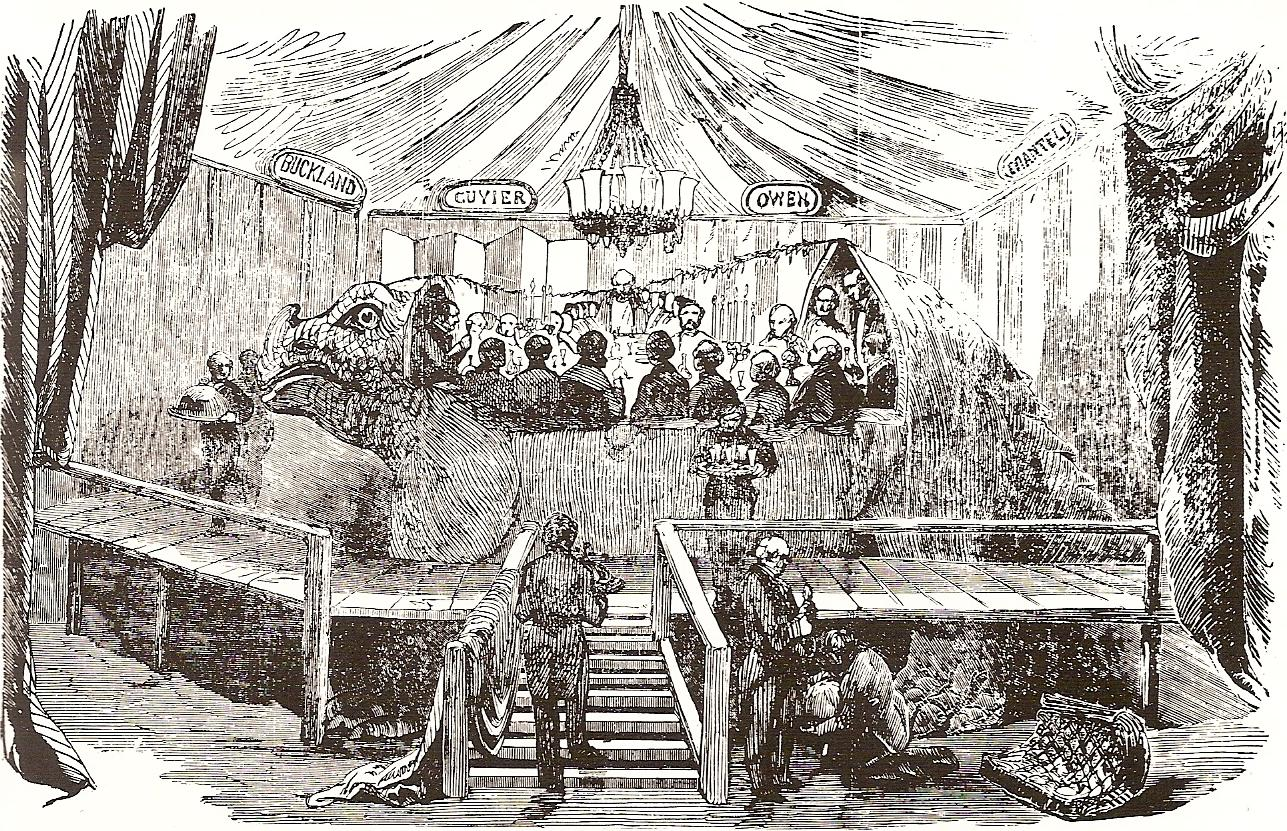
Dîner du Nouvel An immortalisé dans un article du The Illustrated London News.

Le 31 décembre 1853, pour le repas du Nouvel An, Waterhouse Hawkins rassemble 20 invités dans un modèle géant d’un Iguanodon en guise de table de banquet. Cet événement réunit des sommités scientifiques et des journalistes pour assurer la promotion du Crystal Palace et de ses sculptures préhistoriques. Sont inscrits sur quatre plaques les noms de Richard Owen, William Buckland, Georges Cuvier et Gideon Mantell, ces deux derniers manquant à l'appel (Mantell étant décédé l'année précédente, probablement d'une overdose d'opium).
Ce dîner monstrueux, constitué de cabillaud sauce aux huîtres, de faisans, de turbot a l’Hollandaise, et de pâtisseries françaises, est resté dans l'Histoire. Les journaux de l'époque ont soulignés l’ironie d’un dîner mondain dans le ventre d’un dinosaure, insolite, ridicule et typiquement britannique.

## Erreurs et imagination
Faute de squelettes complets et de connaissances précises, Benjamin Waterhouse Hawkins doit s’appuyer sur des fragments et les notes souvent erronées de Richard Owen et du British Museum. Le résultat est une série de reconstitutions monstrueuses et totalement fantaisistes, témoins de l’imaginaire scientifique de l’époque.
Le Megalosaurus est représenté comme un reptile quadrupède, lourd et pataud, inspiré des lézards, alors qu’il s’agissait en réalité d’un théropode au sang chaud, plus proche des oiseaux que des crocodiles. L’Iguanodon est sculpté comme un gros iguane le ventre au ras du sol, avec une corne sur le nez à la manière d’un rhinocéros, alors que ce fragment d’os était en fait son pouce, utilisé pour se défendre ou manipuler son environnement.

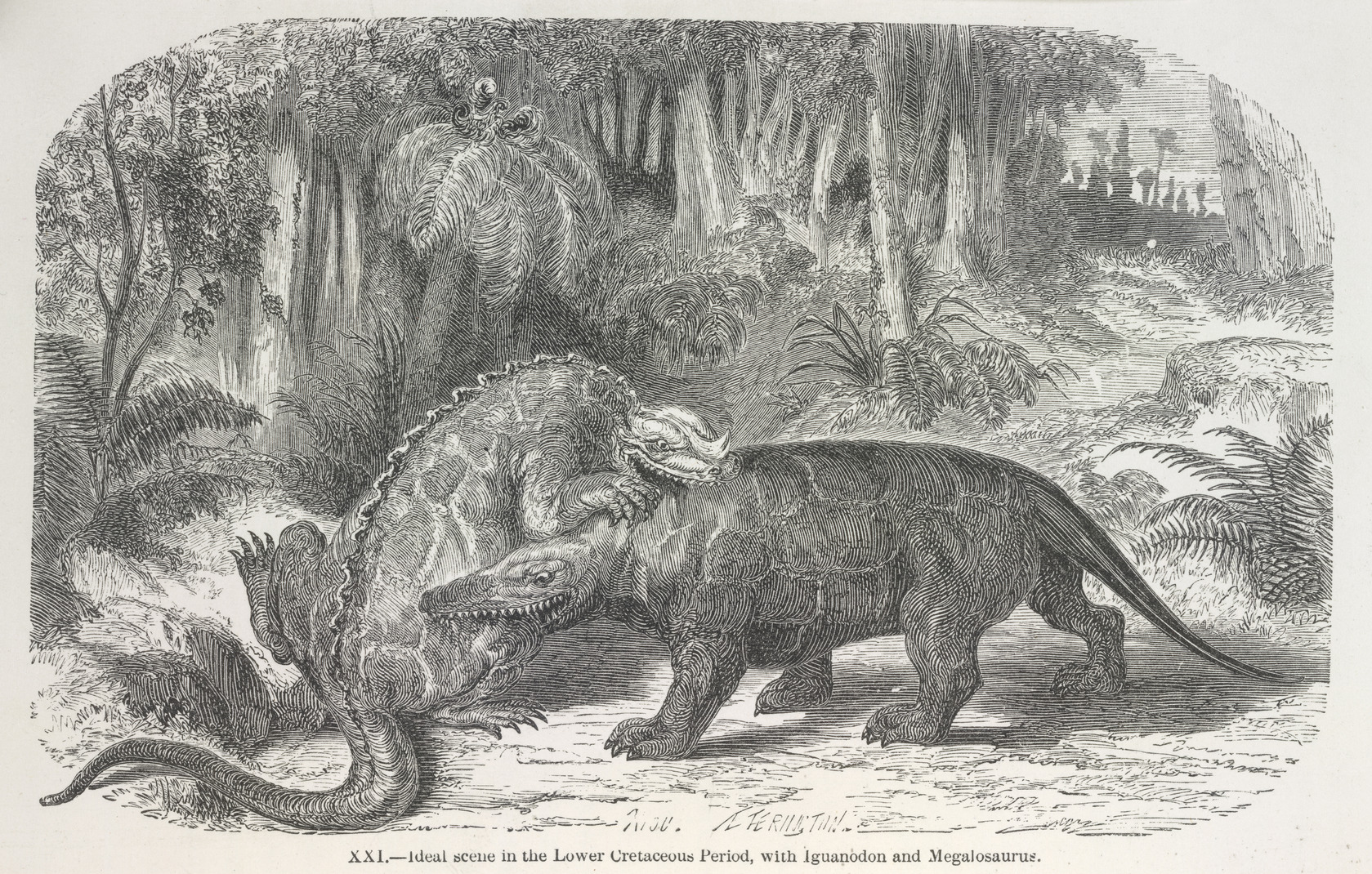
Mégalosaurus et Iguanodon, selon Édouard Riou (1862)
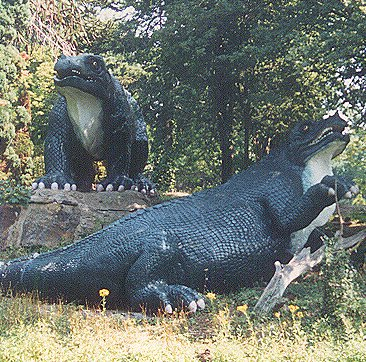
Iguanodon, selon Waterhouse Hawkins...
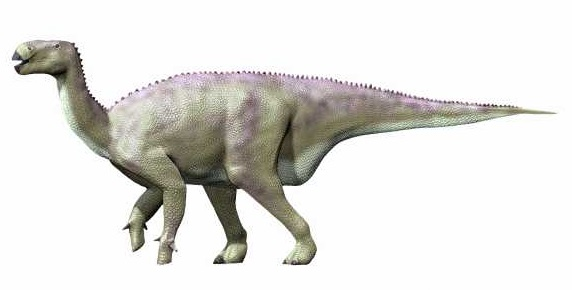
...et sa reconstitution moderne, selon Nobu Tamura (2013)

Ces erreurs reflètent la science victorienne encore balbutiante. Elles sont aujourd’hui des exemples fascinants de l’évolution de la paléontologie, qui s’est construite progressivement, passant de l’imagination délirante à l’analyse rigoureuse des fossiles. L’anatomie comparée, la classification classique du vivant , et l’étude stratigraphique des couches géologiques permettront de passer d’une vision mythologique du passé à une approche scientifique, rigoureuse et évolutive.

## Liste des espèces

### Paléozoïque
- Dicynodon

### Mésozoïque
- Hylaeosaurus
- Ichthyosaurus
- Iguanodon
- Labyrinthodon
- Megalosaurus
- Mosasaurus
- Plesiosaurus
- Pterodactylus
- Teleosaurus

### Cénozoïque
- Anoplotherium
- Megaloceros
- Megatherium
- Palaeotherium

## Dans la fiction
- Dinosaurs Don't Die de Ann Coates (1970, Prentice Hall Press), livre illustré dans lequel un enfant se lie d'amitié avec une statue d'Iguanodon revenue à la vie.
- The Dinosaurs Of Waterhouse Hawkins de Barbara Kerley (2001, Scholastic), livre illustré qui retrace la création des statues par Waterhouse Hawkins.
- Le diable du Crystal Palace, roman policier français de Fabrice Bourland publié en 2010 dans la collection 10/18.
- Les dinosaures du Crystal Palace apparaissent dans de nombreux jeux d'évasion (escape game), principalement sur le thème de l'époque victorienne ou de Sherlock Holmes[9]